# Notoddens flygplats, Tuven
Notoddens flygplats, Tuven (norska: Notodden lufthavn, Tuven) är en privatägd regional flygplats belägen vid staden Notodden i Telemark fylke i södraNorge.

## Destinationer
Uppgifter från februari 2010.

### Inrikes
| Flygbolag            | Destinationer |
| -------------------- | ------------- |
| Bergen Air Transport | Bergen        |